# ماهیچه عرضی سینه
ماهیچه عرضی سینه (انگلیسی: Transversus thoracis muscle) کار پائین کشیدن دنده‌ها را برعهده دارد.
خاستگاه آن رویه پسین تنه ششم استخوان جناغ و زائده خنجری جناغ، پیوندگاه آن غضروف‌های دوم تا ششم دنده‌ای است.
عصب‌گیری آن از عصب میان‌دنده‌ای است.

## نگارخانه

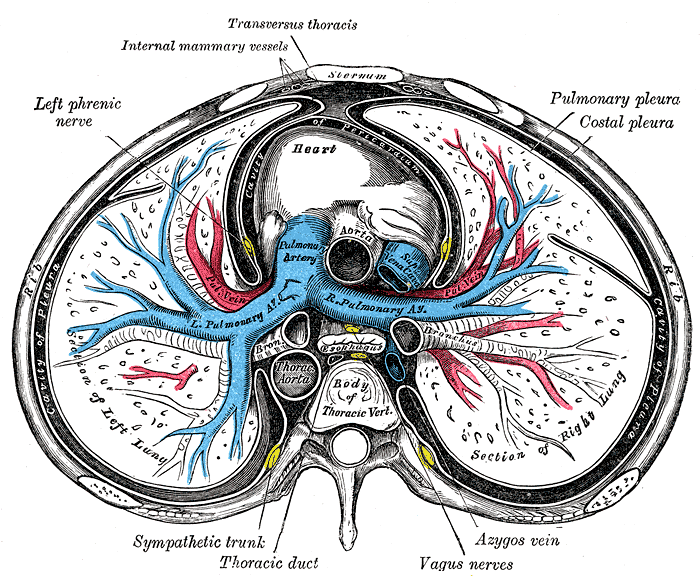
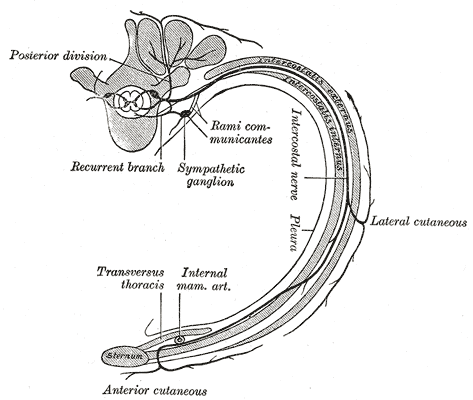